# تيد دونالدسون
تيد دونالدسون (بالإنجليزية: Ted Donaldson)‏ هو ممثل أمريكي، ولد في 20 أغسطس 1933 في نيويورك في الولايات المتحدة.

## أعمال

### أفلام
- (1945) شجرة تنمو في بروكلين

## وصلات خارجية
- تيد دونالدسون على موقع IMDb (الإنجليزية)
- تيد دونالدسون على موقع ألو سيني (الفرنسية)
- تيد دونالدسون على موقع أول موفي (الإنجليزية)
- تيد دونالدسون على موقع أول موفي (الإنجليزية)
- تيد دونالدسون على موقع قاعدة بيانات برودواي على الإنترنت (الإنجليزية)
- تيد دونالدسون على موقع قاعدة بيانات الأفلام السويدية (السويدية)
- تيد دونالدسون على موقع ديسكوغز (الإنجليزية)
- تيد دونالدسون على موقع قاعدة بيانات الفيلم (الإنجليزية)
- تيد دونالدسون على موقع كينوبويسك (الروسية)